# Йожеф Віндекер
Йожеф Віндекер (угор. Windecker József, нар. 2 грудня 1992, Сегед) — угорський футболіст, півзахисник клубу «Пакш». Виступав також за низку угорських і закордонних клубів. Триразовий володар Кубка Угорщини.

## Клубна кар'єра
У професійному футболі Йожеф Віндекер дебютував 2011 року виступами за команду «Дьєр», з якої в 2012 році гравця віддали в річну оренду до клубу «Шіофок», а наступного року в річну оренду до клубу «Пакш».
У 2015 році Віндекер став гравцем клубу «Уйпешт», у якому грав до 2018 року. У складі клубу з Будапешта півзахисник у сезоні 2017—2018 років став володарем Кубка Угорщини.
Протягом 2018—2019 років угорський футболіст захищав кольори клубу «Левадіакос». З 2019 року Віндекер грає у складі угорського клубу «Пакш». У складі команди в сезонах 2023—2024 і 2024—2025 років футболіст став володарем Кубка Угорщини.

## Виступи за збірні
У 2010 році Йожеф Віндекер дебютував у складі юнацької збірної Угорщини, загалом на юнацькому рівні взяв участь у 5 іграх.
Протягом 2011—2014 років Віндекер грав у складі молодіжної збірної Угорщини. На молодіжному рівні зіграв у 12 офіційних матчах, забив 1 гол.

## Титули і досягнення
- Володар Кубка Угорщини (3):

«Уйпешт»: 2017–2018
«Пакш»: 2023–2024, 2024–2025